# (1560) Strattonia
(1560) Strattonia es un asteroide perteneciente al cinturón de asteroides descubierto por Eugène Joseph Delporte el 3 de diciembre de 1942 desde el Real Observatorio de Bélgica, Uccle.

## Designación y nombre
Strattonia recibió inicialmente la designación de 1942 XB.
Más tarde se nombró en honor del astrofísico británico Frederick Stratton (1881-1960).

## Características orbitales
Strattonia orbita a una distancia media de 2,683 ua del Sol, pudiendo acercarse hasta 2,109 ua. Su inclinación orbital es 6,286° y la excentricidad 0,214. Emplea en completar una órbita alrededor del Sol 1605 días.